# ثعالب شمشون
كانت ثعالب شمشون (بالعبرية: שועלי שמשון، شوآلي شمشون) وحدة مشاة ميكانيكية إسرائيلية شاركت في حرب 1948 العربية الإسرائيلية. باعتبارها جزءاً من الكتيبة 54 (بقيادة تسفي تسور) من لواء غيفعاتي. وشاركت الوحدة في معارك مختلفة على الجبهة الجنوبية، بما في ذلك عملية غيس [الإنجليزية] ومعارك ممر الفصل [الإنجليزية].
كان أوري أفنيري، الذي أصبح فيما بعد مدافعاً صريحاً عن السلام الإسرائيلي الفلسطيني وصديقاً شخصياً لياسر عرفات، عضواً في هذه الوحدة وكتب أغنية بعنوان «ثعالب شمشون» والتي كانت نشيداً غير رسمي لها.
أطلق لواء غيفعاتي المحدث على سرايا الاستطلاع التابعة له اسم الوحدة بعد نهاية فترة الأربعينيات في 1983. ودُمجت السرايا في كتيبة استطلاع تحمل نفس الاسم في 2001، وتبعت مرة أخرى لواء غيفعاتي. وعدت معظم أعمالها سرية، على الرغم من أنه من المعروف أنها كانت تعمل تحت قيادة الجيش الإسرائيلي الإقليمية في غزة.
اشتُق اسم الوحدة من الكتاب المقدس. في سفر القضاة 15:4، وُصف القاضي شمشون بأنه ربط المشاعل بذيول ثلاثمائة ثعلب، تاركاً الوحوش المذعورة تجري عبر حقول الفلستيين، وتحرق كل شيء في أعقابها.
وشعار الثعلب للقيادة الجنوبية الإسرائيلية مشتق أيضاً عن هذه القصة.

## معرض الصور

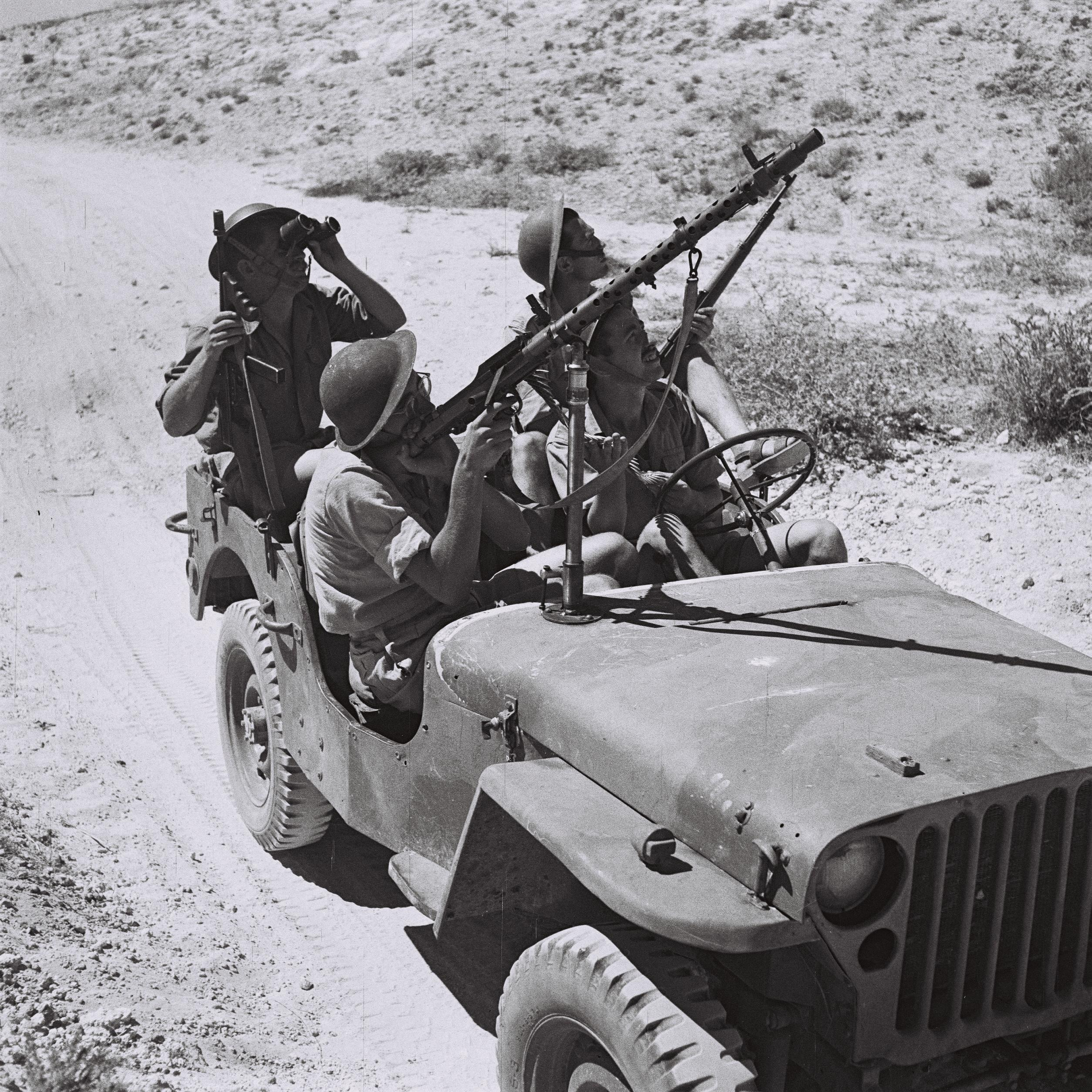
دورية لوحدة ثعالب شمشون، سبتمبر 1948
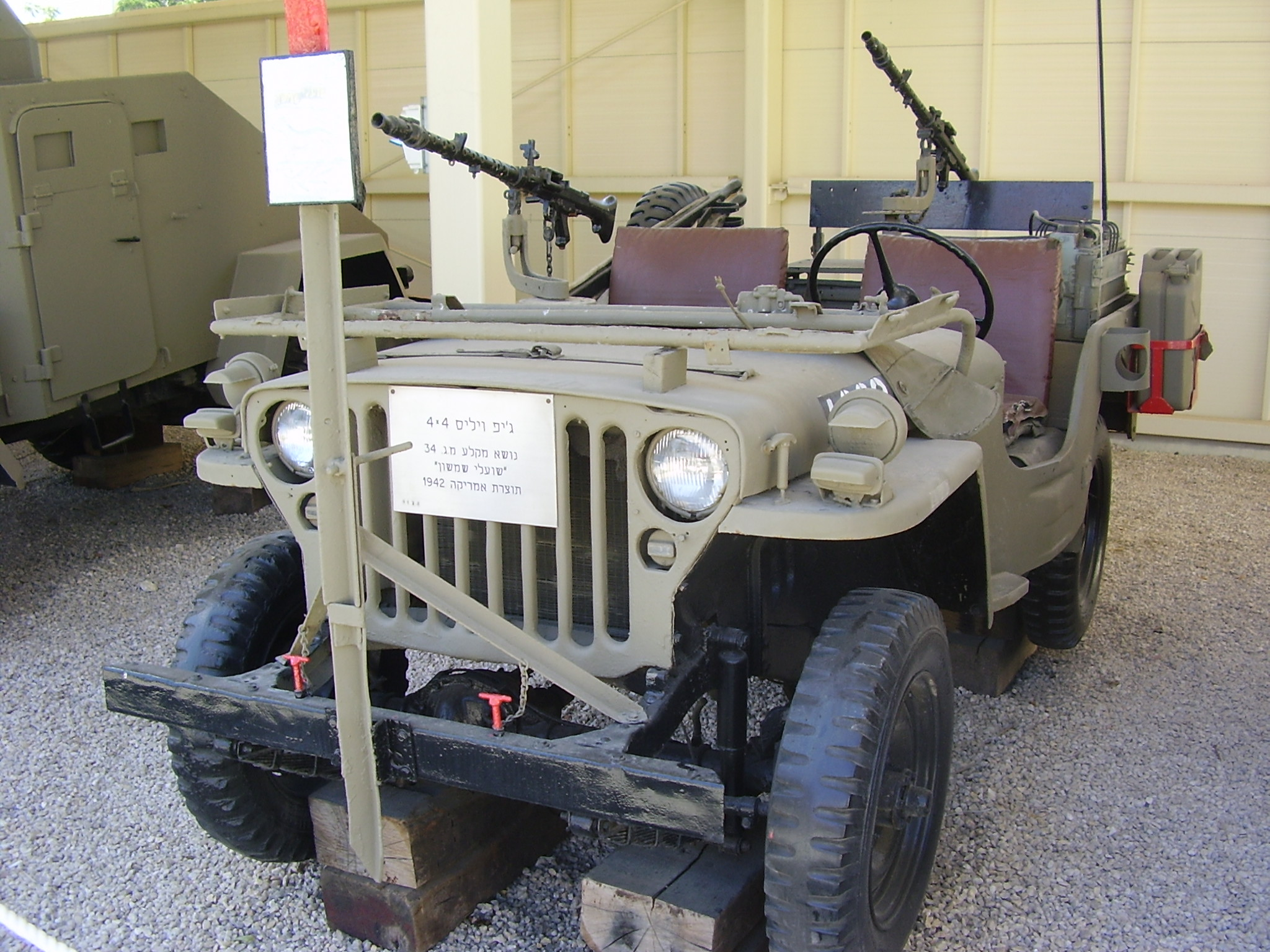
سيارة جيب ويليز إم بي مزودة بمدفعين رشاشين من طراز إم جي-34 استخدمتها وحدة ثعالب شمشون في الحرب العربية الإسرائيلية 1948.
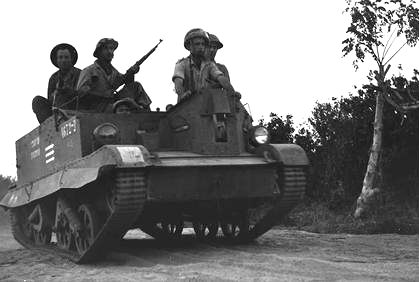
ناقلة برن مصرية استولت عليها إسرائيل في حرب 1948، وعملت بوحدة ثعالب شمشون في لواء غيفعاتي.
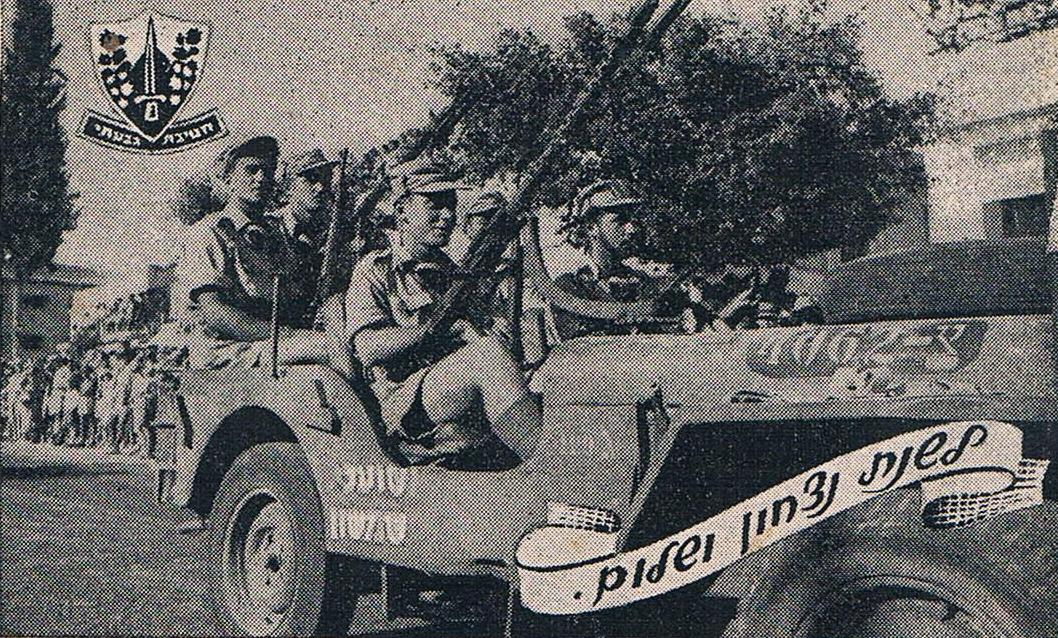
ثعالب شمشون خلال عرض عسكري أقامه لواء غيفعاتي. ألبرت ماندلر يستقل المقعد الأمامي.